# Petilla de Aragón
Petilla de Aragón è un comune spagnolo di 37 abitanti situato nella comunità autonoma della Navarra.
Il comune è formato da due enclave navarrine in territorio aragonese.